# Myroslav Ivan Lubachivsky
Myroslav Ivan Lubachivsky (1914–2000) là một Hồng y người Ukraina của Giáo hội Công giáo Ukraina, trực thuộc Giáo hội Công giáo Rôma. Ông từng đảm nhận vai trò Hồng y Đẳng Linh mục Nhà thờ S. Sofia a Via Boccea, từ năm 1985 đến năm 2000. Ngoài ra, ông từng đảm nhận vai trò Đại Tổng giám mục Đại Tổng giáo phận Lviv, Công giáo Ukraina.
Vốn là một giáo sĩ trong vai trò lãnh đạo giáo hội địa phương, ông từng đảm trách nhiều vai trò tại Ukraina, Giáo hội Công giáo Ukraina trước khi tiến đến trở thành Đại Tổng giám mục Lviv như: Tổng giám mục đô thành Tổng giáo phận Philadelphia Công giáo Ukraina, Hoa Kỳ (1979–1980), Tổng giám mục Phó Đại Tổng giáo phận Lviv, Công giáo Ukraina (1980–1984). Song song với vị trí đứng đầu Giáo hội Ukraina, ông còn đóng vai trò Chủ tịch Hội đồng Giáo hội Công giáo Ukraina (1984–2000). Ông được vinh thăng Hồng y ngày 25 thăng 5 năm 1985, bởi Giáo hoàng Gioan Phaolô II.

## Tiểu sử
Hồng y Myroslav Ivan Lubachivsky sinh ngày 24 tháng 6 năm 1914 tại Dolyna, Ukraina. Sau quá trình tu học dài hạn tại các cơ sở chủng viện theo quy định, ngày 18 tháng 8 năm 1938, chủng sinh Lubachivsky, 24 tuổi, tiến đến việc được truyền chức Phó. Tân phó tế là thành viên Tổng giáo phận Lviv (Ukraina). Hơn một tháng sau đó, ngày 21 tháng 9, ông chính thức được truyền chức linh mục. Cử hành nghi thức truyền chức cho tân linh mục là Tổng giám mục Andrij Aleksander Šeptycki (Sheptyskyi), O.S.B.M., Tổng giám mục đô thành Tổng giáo phận Lviv (Ukraina). Tân linh mục cũng là thành viên linh mục đoàn Tổng giáo phận Lviv (Ukraina).
Sau 41 năm thi hành các công việc mục vụ với thẩm quyền và cương vị của một linh mục, ngày 13 tháng 9 năm 1979, linh mục Myroslav Ivan Lubachivsky, 65 tuổi, gia nhập Giám mục đoàn Công giáo Hoàn vũ, với vị trí được bổ nhiệm là Tổng giám mục đô thành Tổng giáo phận Philadelphia Công giáo Ukraina, Hoa Kỳ. Lễ tấn phong cho vị giám mục tân cử được tổ chức vào ngày 12 tháng 11 cùng năm, với phần nghi thức chính yếu được cử hành cách trọng thể bởi 3 giáo sĩ cấp cao, gồm chủ phong là đương kim giáo hoàng, Giáo hoàng Gioan Phaolô II; hai vị giáo sĩ còn lại, với vai trò phụ phong, gồm có Hồng y Josyf Slipyj, Đại Tổng giám mục Đại Tổng giáo phận Lviv, Công giáo Ukraina và Tổng giám mục Maxim (Maksym) Hermaniuk, C.SS.R., Tổng giám mục đô thành Tổng giáo phận Winnipeg (Ukraina), Manitoba.
Bất ngờ, chưa đầy 6 tháng sau khi được bổ nhiệm làm Giám mục, ông được chọn vào vị trí Tổng giám mục Phó Đại Tổng giáo phận Lviv, Công giáo Ukraina, có quyền kế vị vị trí đứng đầu Giáo hội Công giáo Ukraina. Thông báo về việc bổ nhiệm quan trọng này được chính thức công bố vào ngày 27 tháng 3 năm 1980. Ông chính thức kế vị trở thành Đại Tổng giám mục Đại Tổng giáo phận Lviv, Công giáo Ukraina, từ ngày 7 tháng 9 năm 1984. Đi kèm với chức Đại Tổng giám mục, ông còn đảm nhiệm vai trò Chủ tịch Hội đồng Giáo hội Công giáo Ukraina.
Bằng việc tổ chức công nghị Hồng y năm 1985 được cử hành chính thức vào ngày 25 tháng 5, Giáo hoàng Gioan Phaolô II đưa ra quyết định vinh thăng Đại Tổng giám mục Myroslav Ivan Lubachivsky tước vị danh dự, Hồng y. Tân Hồng y thuộc Đẳng Hồng y Linh mục và Nhà thờ Hiệu tòa được chỉ định là Nhà thờ S. Sofia a Via Boccea.
Ông qua đời ngày 14 tháng 12 năm 2000, thọ 86 tuổi.